# Remigio Del Grosso (Drehbuchautor)
Remigio Del Grosso (* 26. Februar 1912 in Colle Sannita; † 18. Juli 1984 in Riccione) war ein italienischer Drehbuchautor und Dokumentarfilmer.

## Leben
Del Grosso, Enkel des gleichnamigen Astronomen, arbeitete seit 1940 als Szenarist, Drehbuchautor und gelegentlicher Regieassistent beim Film. Sein erster sowie sein letzter Beitrag (aus dem Jahr 1974) waren dabei für Regisseur Domenico Paolella, wobei er jedoch seine oft im Historien- und Abenteuerfilm angesiedelten Beiträge meist für Giorgio Ferroni leistete. Ab 1959 war Del Grosso auch als Regisseur von Dokumentationen tätig, darunter der 1963 entstandene Due grande nomi über die Maler Michelangelo und Raffael. Seinen einzigen Spielfilm als Regisseur hatte er zwei Jahre zuvor in die Kinos gebracht.

## Filmografie (Auswahl)
- 1940: Gli ultimi della strada
- 1960: Die Mühle der versteinerten Frauen (Il mulino delle donne di pietra)
- 1961: Die Horden des Khan (Ursus e la ragazza tartara) (& Regie)
- 1961: Die Herrin von Atlantis (Antinea, l’amante della città sepolta)
- 1966: Höllenjagd auf heiße Ware (New York chiama Superdrago)
- 1966: Lanky Fellow – Der einsame Rächer (Per il gusto di uccidere)
- 1966: Mike Murphy 077 gegen Ypotron (Agente Logan missione Ypotron)
- 1967: Lucky M. füllt alle Särge (Lucky, el intrépido)
- 1967: Wanted
- 1968: Il pistolero segnato da Dio
- 1969: Königstiger vor El Alamein (La battaglia di El Alamein)
- 1974: La preda